# Leposternon microcephalum
Leposternon microcephalum — вид плазунів з родини амфісбенових (Amphisbaenidae). Мешкає в Південній Америці.

## Поширення і екологія
Leposternon maximus мешкає на півдні Бразилії і Болівії, в Парагваї, західному Уругваї та північній Аргентині. Цей вид живе у вологих атлантичних лісах, саванах чако і серрадо, а також у пампі. Живиться дощовими черв'яками.